# Chamyla vecors
Chamyla vecors är en fjärilsart som beskrevs av Rudolf Püngeler 1904. Chamyla vecors ingår i släktet Chamyla och familjen nattflyn. Inga underarter finns listade i Catalogue of Life.